# Sabas damlandslag i volleyboll
Sabas damlandslag i volleyboll representerar Saba i volleyboll på damsidan. Laget har kvalspelat till VM, men utan att lyckas kvalificera sig för turneringen.

### Fotnoter
1. ↑  ”Group-C - French St. Martin” (på engelska). North, Central America and Caribbean Volleyball Confederation. https://norceca.net/2016%20Events/2018%20FIVB%20WC/Tournaments/ECVA/Women/WWCQT-Group-C-FSM/Group-C%20-%20French%20St.%20Martin.htm. Läst 11 april 2024.